# KyivNotKiev
KyivNotKiev (частина ширшої кампанії CorrectUA) — онлайн кампанія дерусифікації, започаткована Міністерством закордонних справ України спільно з Центром стратегічних комунікацій «StratCom Ukraine», 2 жовтня 2018 року із метою переконати англомовні засоби масової інформації та інші організації почати використовувати для назви міста Києва англійською, транслітерацію «Kyiv» (базовану на українській назві міста) замість «Kiev» (базована на російській назві міста). Мотивацією до проведення кампанії є те, що МЗС України, як і значна кількість українських громадян, вважає транслітерацію «Kiev» в англійській мові «радянським колоніальним пережитком» та намагається «збудувати українську ідентичність відкинувши все, що прив'язує Україну до радянського та російського імперського минулого». Проведення кампанії курує Управління публічної дипломатії МЗС.
Транслітерація «Kyiv» була затверджена українським урядом ще 1995 року, з того часу уряд намагається, тими чи іншими способами, поширити використання назви «Kyiv» за кордоном. На міжнародному рівні така норма була затверджена Десятою конференцією ООН зі стандартизації географічних назв, хоча навіть це не сильно вплинуло на ситуацію. Норма «Kiev» глибоко вкорінилась в англійську мову, тому не тільки ЗМІ та інші організації використовують цю норму, а і звичайні люди. До 2014 року випадків переходу на назву «Kyiv» було небагато, оскільки багато людей поза межами України не розуміли, навіщо це потрібно, або вважали, що це питання «штучно створене націоналістами».
Форма «Kiev» англійською іноді трапляється не тільки за кордоном, а і в самій Україні. Наприклад, українська авіакомпанія МАУ тривалий час відмовлялась переходити на «Kyiv».
Незвичною робить цю кампанію те, що МЗС України займається нею не самостійно, а запрошує широкий загал долучатися до неї. МЗС пропонує громадянам України розміщувати в соціальних мережах дописи із гештеґами #KyivNotKiev або #CorrectUA, позначаючи в них іноземні ЗМІ або інші організації, із проханнями до них перейти на транслітерацію «Kyiv», і таким чином брати участь у цій кампанії.

## Початок кампанії
Кампанія «KyivNotKiev» почалась із двотижневого «марафону», коли щодня або кожні кілька днів МЗС України публікувало про одне іноземне медіа, і українці масово звертались до цих медіа у соціальних мережах із проханням використовувати назву «Kyiv» замість «Kiev», що також супроводжувалось тим, що українці масово ставили на фото своїх профілів рамку «#KyivNotKiev». Так були охоплені 10 провідних, на думку МЗС України, англомовних медіа: Reuters, CNN, BBC News, Al Jazeera, The Daily Mail, The Washington Post, The New York Times, The Guardian, The Wall Street Journal та Euronews. У цьому етапі кампанії взяли участь також деякі українські високопосадовці: окрім тодішнього міністра закордонних справ Павла Клімкіна, долучились також в. о. міністра охорони здоров'я Уляна Супрун, представник України при Раді Європи Дмитро Кулеба та народний депутат Єгор Соболєв. Кампанію підтримали тисячі українців, а гештеґ «#KyivNotKiev» побачили близько 10 мільйонів користувачів соцмереж. Під час або невдовзі після цього «марафону» на назву «Kyiv» перейшли BBC та The Guardian. Пізніше, кампанія переключилась на іноземні аеропорти, які на той момент майже всі використовували назву «Kiev».

## CorrectUA
Кампанія «KyivNotKiev» є частиною ширшої кампанії «CorrectUA», яка має метою зміну транслітерацій в англійській мові не тільки для Києва, а й для назв інших українських міст, оскільки транслітерації назв українських міст із російської мови все ще досить поширені. Зокрема, вказується на використання «Odessa» замість «Odesa», «Kharkov» замість «Kharkiv», «Lvov» замість «Lviv», «Nikolaev» замість «Mykolaiv», «Rovno» замість «Rivne». Транслітерації базовані на російських назвах міст стали усталеними через політику русифікації, яку проводили царський, а після нього радянський уряд.

## Результати
Після початку кампанії назву «Kyiv» замість «Kiev» почали використовувати BBC, The Guardian, Associated Press, The Wall Street Journal, The Globe and Mail, The Washington Post, Financial Times, The Economist, The Daily Telegraph, The New York Times та інші іноземні англомовні ЗМІ. Також нову назву почали використовувати деякі міжнародні організації.
У червні 2019 року на прохання Державного департаменту США, Посольства України в США та українських організацій в Америці, назва «Kyiv» була офіційно затверджена Радою США з географічних назв як єдина правильна, що мало наслідком те, що нову назву почав використовувати весь федеральний уряд США. До цього використовувались обидві норми.
У жовтні 2019 року IATA, на підставі рішення Ради США з географічних назв, змінила назву на «Kyiv».
З моменту початку кампанії 63 аеропорти та 3 авіакомпанії (станом на січень 2020) по всьому світу перейшли на використання назви «Kyiv», навіть до того як нову назву затвердила IATA, серед них Торонто-Пірсон, Лондонський аеропорт Лутон, Аеропорт Манчестер, Аеропорт Франкфурт-на-Майні та Аеропорт Барселона — Ель-Прат.
Наприкінці червня 2020 року на транслітерацію назви Києва з української пристала соцмережа Facebook.
За даними адміністратора зони UA — компанії «Хостмастер» — чисельність доменів kiev.ua за 2020 рік зменшується, у той час, як частка kyiv.ua зростає. У 2020 році кількість імен у kyiv.ua збільшилася в півтора раза. Зростання реєстрацій пов'язано зокрема і з онлайн-кампанією KyivNotKiev, яка була запущена Міністерством закордонних справ України спільно із Центром стратегічних комунікацій StratCom Ukraine.

## Назва міста Києва німецькою мовою
Проблема із транслітерацією назви Києва із російської замість української присутня не тільки в англійській мові, але і в більшості європейських мов, наприклад в німецькій мові, де транслітерація «Kiew» є значно поширенішою за «Kyjiw», яку просувають українські дипломати та активісти. Хоч форма «Kyjiw» і визнається словником «Дуден» як один з двох можливих варіантів написання назви міста, МЗС Німеччини заявило, що «для міст рекомендовано використання звичних німецьких назв, якщо такі вже існували до 1933 року». При цьому більшість назв інших українських міст (окрім тих, що входили до Австро-Угорщини) в німецькій мові засновані саме на українських назвах, оскільки вони не були усталеними до недавнього часу.
У 2021 році Міністерство закордонних справ Німеччини перейшло на нове написання української столиці, відтепер замість російської транскрипції назви Kiew позначається україномовна назва — Kyjiw. Зміни, зокрема зачеплять також вебсайти, таблички на посольстві Німеччини в Україні та службові печатки. Раніше, у 2018 році, Україна запустила хештег #KyivNotKiev та відтоді майже всі англомовні ЗМІ змінили українськомовне написання назви столиці України — Kyiv.

## Назва міста Києва в англійській Вікіпедії

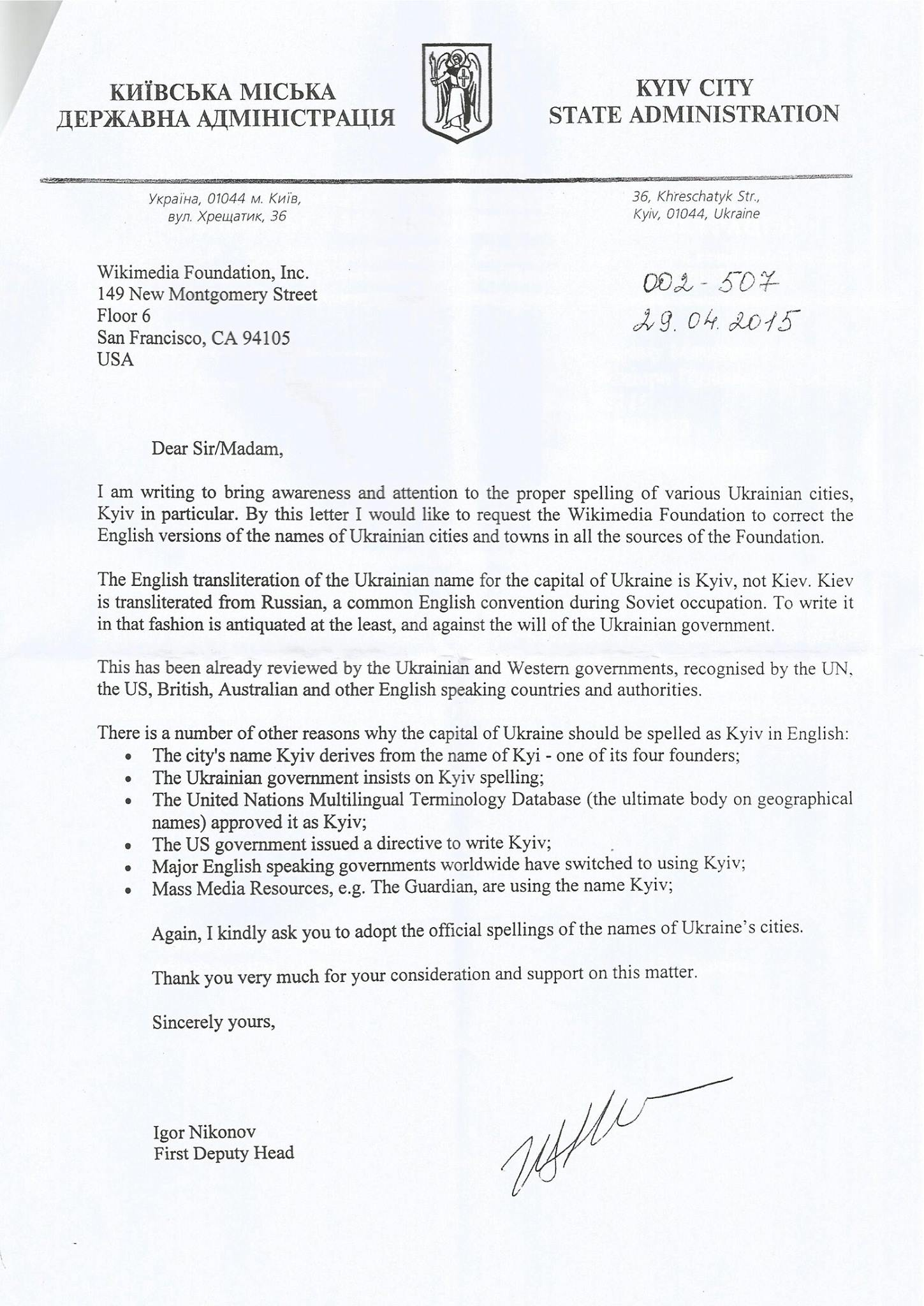
Лист від Київської міської державної адміністрації до Фонду Вікімедіа

Єдиною відомою спробою української держави виплинути на Вікіпедію був лист від Київської міської державної адміністрації до Фонду Вікімедіа (організація, яка опікується Вікіпедією) із проханням виправити «Kiev» на «Kyiv».
16 вересня 2020 року англійська Вікіпедія перейменувала статтю про Київ із «Kiev» на «Kyiv».